# 20step voltex
20step voltex（トゥエンティーステップ　ボルテックス）は、milktubのサードアルバムである。2011年8月24日にLantisより発売された。

## 概要
- 結成20周年記念アルバム。
- 初回限定版と通常版が発売されたが、初回限定版には今作の収録曲である「Rambling Life」のPVが収録されたDVDが同封されている。
- 発売日にニコニコ動画でmilktub活動20周年＆アルバム発売を記念して、2時間ノンストップでmilktubの曲を流し続ける「milktub組曲『20step voltex』20周年記念スペシャル」が放送された。
- CDに封入されている「milktub20周年記念グッズ引換券」を持ってツアー会場に行くと、引換券と引き換えに記念グッズが貰えた。
- アルバム発売後の9月19日から10月9日にかけて、大阪、名古屋、仙台、札幌、東京の全国５ヶ所でツアーを行った。東京以外の４会場ではAiRIがオープニングアクトを務めた。
- 最終日の10月9日のLIQUIDROOM公演にはAiRIの他、アツシ（ニューロティカ）、石田耀子、佐藤ひろ美、YURIA、YOFFY（サイキックラバー）、田中一成がゲスト出演した。また、「グリーングリーン」シリーズでシナリオを担当した桑島由一とヤマグチノボル、キャラの声を担当した杉本沙織と土門仁も来場した。[1]。

## 収録曲
1. Rumbling Life
作詞曲／milktub　編曲／ms-jacky
2. 月曜はキライ
作詞／bamboo　作曲／一番星光　編曲／宮崎京一
3. パーティーボーイ☆エブリデー
作詞曲／milktub　編曲／ms-jacky、shelly
  - 後に発売したニューロティカとのスプリットアルバム「ロックバカライフ」でニューロティカがカバーをした。
4. バカバッカロックンロール
作詞／bamboo　作曲／一番星光　編曲／ms-jacky
  - 「バカ・ゴー・ホーム」のカップリング曲
5. 太陽をさがして
作詞／ATSUSHI　作曲／KATARU　編曲／ms-jacky
  - ニューロティカのカバー。
  - ニューロティカのトリビュートアルバム「ピエロとスイカと88ライダー」にも収録されている。
  - 「ピエロとスイカと88ライダー」に参加する際、当初は「俺達ロティカアミーゴ」をカバーする予定だった。[2]。後に発売した「ロックバカライフ」で「俺達ロティカアミーゴ」をカバーしている。
6. 妄想チャージ
作詞／milktub　作曲／宮崎京一　編曲／宮崎京一、水城新人
7. ちょっとだけでいいから
作詞／bamboo　作曲／一番星光　編曲／宮崎京一
  - 「月曜はキライ」のカップリング曲
8. マイ・ウェイト
作詞／鷲崎健　作曲／milktub　編曲／ms-jacky
9. 甘えん坊将軍～大奥は抱き枕編～
作詞･作曲･編曲／milktub
  - 仮歌はAiRIが歌った。[3]。
10. 未来地図
作詞／milktub　作編曲／宮崎京一
  - メロンブックスから発売されたコンピレーションCD「SUMMER VACATION」にも収録されている
11. ダンステリアは終わらない
作詞／milktub　作曲／宮崎京一、水城新人　編曲／宮崎京一
  - 末期癌で闘病中のヤマグチノボルに向けて作られた曲。タイトルはヤマグチの作品「ハイスクールはダンステリア」から。
12. バカ・ゴー・ホーム
作詞／bamboo　作曲／一番星光　編曲／宮崎京一
13. 君の元へ
作詞・作曲・編曲／第二文芸部
  - 隠しトラック
  - bambooがプロデュースをした美少女ゲーム「キラ☆キラ」に登場するロックバンド「第二文芸部」のカバー。